# 3 nach 9

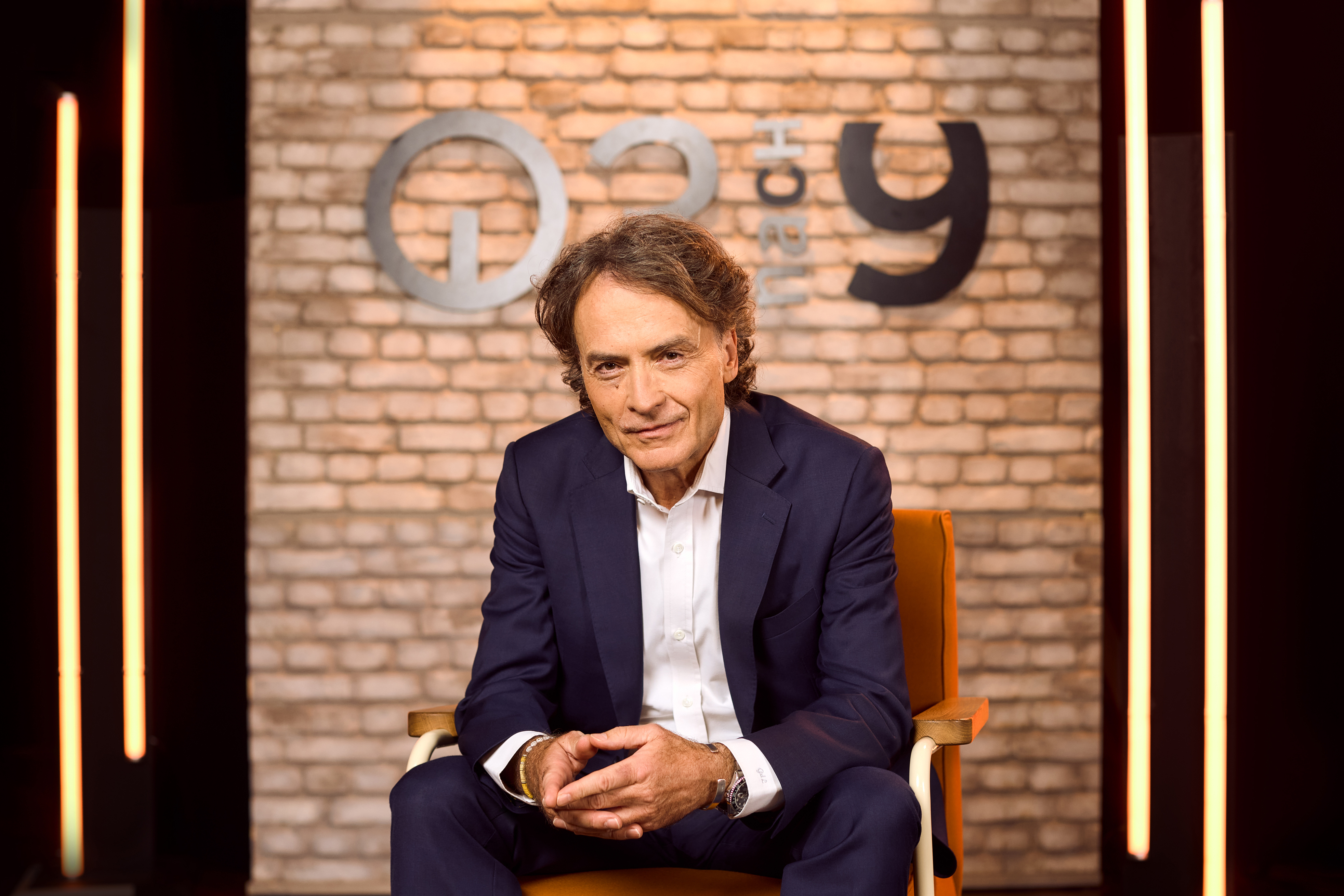
Giovanni di Lorenzo

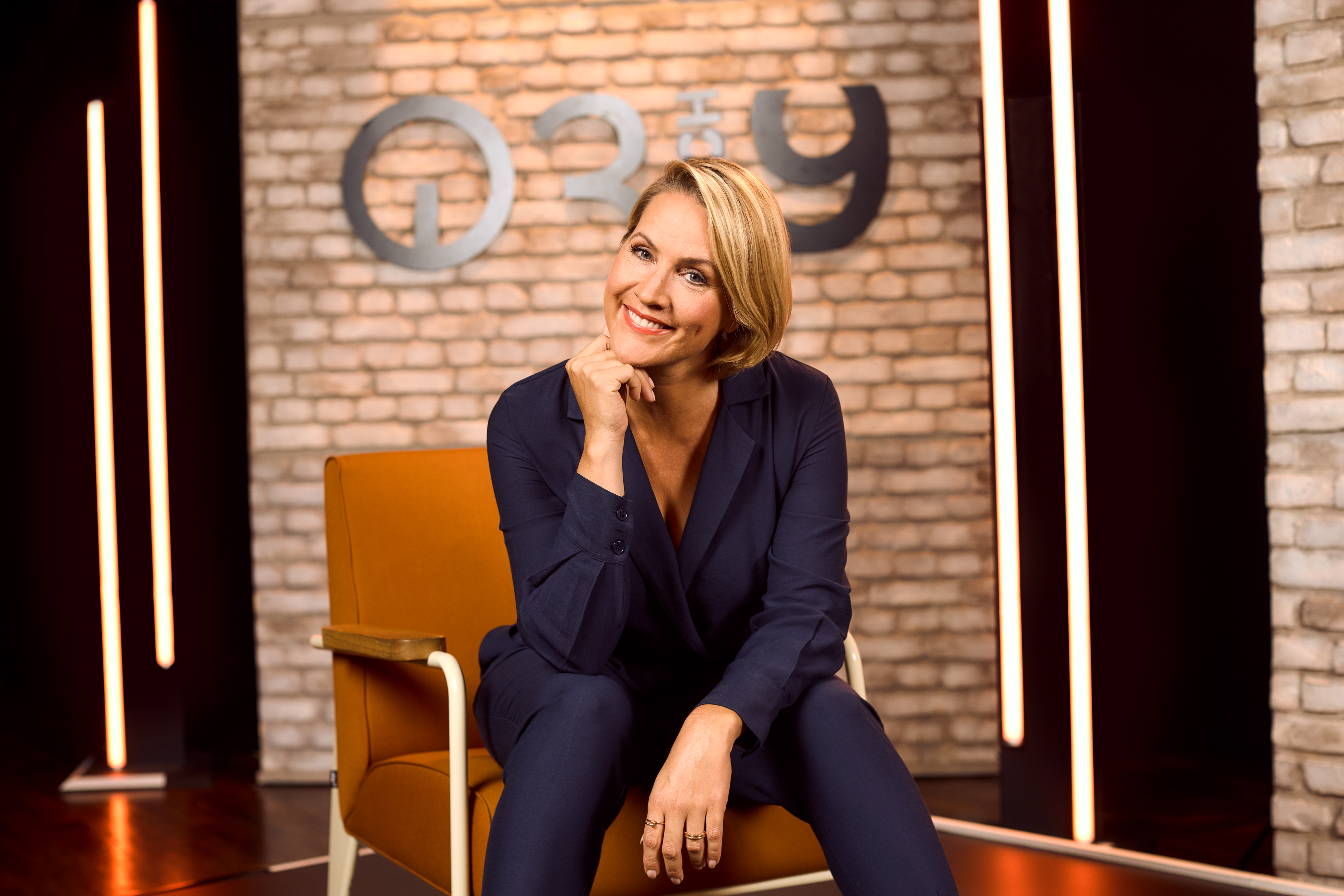
Judith Rakers

Die Sendung 3 nach 9 (Eigenschreibweise 3nach9) ist die älteste laufende bundesdeutsche Fernseh-Talkshow. Sie wird deshalb auch als „Mutter aller Talkshows“ bezeichnet. Die Sendung wird im Auftrag von Radio Bremen produziert und läuft alle vier Wochen freitags von 22:00 bis 24:00 Uhr zeitgleich bei Radio Bremen, im NDR und HR. Seit 2025 übernimmt der WDR den in Bremen produzierten Talk.
Von Oktober 2019 bis Oktober 2021 lief die Sendung unter dem Begriff TALK am Dienstag auch alle vier Wochen im Ersten im Wechsel mit Kölner Treff, NDR Talk Show, Nachtcafé und zeitweilig auch mit den Talkshows Club 1 und Hier spricht Berlin.
Das Moderatorenduo Giovanni di Lorenzo und Judith Rakers (erste Sendung am 3. September 2010) begrüßt bereits gemeinsam unter dem Motto „Unterhaltung zum Mitdenken“ Gäste und Publikum aus dem Studio an der Weser. Der profilierte Journalist Giovanni di Lorenzo moderiert die Sendung durchgehend seit mehr als 35 Jahren (erste Sendung am 12. Mai 1989).

## Geschichte
Am 19. November 1974 wird 3nach9 zum ersten Mal aus Bremen gesendet. Drei Moderatoren oder Moderatorinnen, die um kurz nach 21 Uhr mit ihren Gästen auf Sendung gehen – damit ist der Name der Talkshow gleichzeitig Programm: 3nach9. Zudem wurde der Name von der zwischen 1970 und 1974 ausgestrahlten ZDF-Sendung Drei mal Neun mit Wim Thoelke inspiriert.
Wolfgang Menge, Gerd von Paczensky und Marianne Koch sind die ersten Gastgebenden der Talkshow. Fast 50 Moderatoren und Moderatorinnen hat 3nach9 bisher nachzuweisen.
Harald Keller schrieb in der Frankfurter Rundschau anlässlich des 30-jährigen Bestehens der Sendung: „In den ersten Jahren wurde von Fall zu Fall entschieden, wann der Abspann einsetzte – in unmittelbarer Nähe zu den Moderatoren und zum Saalpublikum, denn Regisseur und Redakteure saßen direkt im Studio und waren immer mal wieder auch im Bild zu sehen.“ Und weiter heißt es: „Die Produktionsbedingungen wurden sichtbar gemacht“, und diese Transparenz allein sei in einem Medium, das zumindest im Unterhaltungssektor die Illusion zu perfektionieren suche, außergewöhnlich. So wurde die Sendung als unkonventionell, unschematisch und spontan empfunden. Dieses neuartige Format beruhte vollständig auf einer Idee des RB-Programmdirektors Dieter Ertel. Die journalistische Fernsehkritik war einstimmig begeistert, und die Juroren des Grimme-Preises vergaben dafür 1976 eine Auszeichnung mit Bronze an Alfred Mensack (Redaktion) und Michael Leckebusch (Regie). Die Situation im Jahr 2004 sieht Keller hingegen völlig anders: „[…] eine belanglose Personality-Talkshow unter vielen. Bahnen sich zwischen den Gästen Kontroversen an, werden diese von den Moderatoren Amelie Fried und Giovanni di Lorenzo oft eines harmonischen Geplauders zuliebe im Ansatz erstickt.“

## Moderatoren
Stamm-Moderatoren im Verlauf von 30 Jahren waren:
- Wolfgang Menge (1974 bis 1982)
- Marianne Koch (1974 bis 1982)
- Gert von Paczensky (1974 bis 1975)
- Karl-Heinz Wocker (1975 bis 1982)
- Carmen Thomas (1975 bis 1977)
- Lea Rosh (1982 bis 1989)
- Dagobert Lindlau (1982 bis 1989)
- Günther Nenning (1982 bis 1989)
- Wolfgang Hagen (1986)
- Juliane Bartel (1989 bis 1998)
- Giovanni di Lorenzo (seit 1989)
- Randi Crott (1989 bis 1991)
- Ilja Richter (1989 bis 1990)
- Gaby Hauptmann (Ende der 1990er)
- Amelie Fried (1998 bis 2009)
- Charlotte Roche (2009 bis 2010)[7]
- Judith Rakers (seit 2010)

Ab 26. Februar 2010 moderierte di Lorenzo die folgenden sechs Sendungen mit wechselnden Co-Moderatorinnen. Dies waren Sandra Maischberger, Annette Dasch, Maria Furtwängler, Katrin Bauerfeind, Judith Rakers und Sarah Wiener. Am 13. Mai 2011 ersetzte Margot Käßmann die für den Eurovision Song Contest benötigte Judith Rakers in der Sendung. Zum 40-jährigen Jubiläum am 14. November 2014 führte Maria Furtwängler neben Rakers und di Lorenzo durch die Sendung. In der Sendung vom 10. Mai 2024 wurde die erkrankte Judith Rakers von Linda Zervakis vertreten.
Der Pianist Gottfried Böttger begleitete 3 nach 9 von der ersten Sendung an mit Improvisationen am Klavier. In den letzten Jahren verbrachte er die Pausen dazwischen damit, mit den Fernsehzuschauern zu chatten. Nach 40 Jahren nahm Böttger in der Jubiläumsausgabe am 14. November 2014 seinen Abschied aus der Sendung.

## Trivia
- Am 19. Februar 1982 war das ehemalige Führungsmitglied der Bewegung 2. Juni Fritz Teufel und der damalige Bundesminister für Finanzen Hans Matthöfer (SPD) in der Sendung zu Gast. Während einer Diskussion mit dem Moderator über gutes Benehmen zog Teufel eine Wasserpistole und spritzte den Minister mit Zaubertinte nass. Matthöfer reagierte, indem er Teufel mit einem Glas Wein übergoss.[13]
- Am 9. März 1984 war der Bordellchef Karl-Heinz Germersdorf aus Hannover zusammen mit seiner dritten thailändischen Ehefrau und seinem Rechtsanwalt in der Talkshow zu Gast. Er lieferte sich eine verbale Schlacht mit der Politikerin Herta Däubler-Gmelin und der Feministin und Autorin Gerlinde Schilcher. Schilcher kippte Germersdorf im Verlauf der Sendung ein Glas Wein in den Nacken. Die Talksendung wurde als „Thaimädchen-Eklat“ bekannt.[14]
- Wenige Stunden bevor 3nach9 am 10. November 1989 auf Sendung geht, fällt in Berlin die Mauer und Menschen aus Ost und West liegen sich weinend in den Armen. Einer der beliebtesten Unterhaltungskünstler der DDR, Entertainer Wolfgang Lippert, spricht im Bremer Studio sichtlich gerührt über die Geschehnisse der vergangenen Stunden. Die Moderatoren sind damals Randi Crott, Juliane Bartel und Giovanni di Lorenzo.[15]
- In der Sendung am 22. Juni 1990 war unter anderem Franz Schönhuber zu Gast, der kurz zuvor vom Parteivorsitz der Republikaner zurückgetreten war. Vor dem gläsernen Studio versuchten Demonstranten, den Auftritt Schönhubers zu verhindern, wobei zeitweise Steine gegen die Scheiben des Studios geworfen wurden (wodurch eine Scheibe zu Bruch ging) und die Sendung unterbrochen wurde. Währenddessen hielten friedliche Demonstranten Schilder mit Kritik an Schönhuber an die Scheiben. Das Studio selbst wurde durch Polizeieinheiten abgeschirmt. Zeitweise wurde wegen dieser Umstände innerhalb der Sendung mit Gästen und teilweise auch Zuschauern diskutiert, ob und inwiefern man in dieser Lage die laufende Sendung fortsetzen könne. Dabei kamen kurz auch einige der Demonstranten zu Wort. Die Opernsängerin Anja Silja, ebenfalls zu Gast, verließ wegen der unklaren Situation die Sendung vorzeitig.
- Der Schriftsteller Moritz von Uslar veröffentlichte 2001 die Erzählung Drei nach neun über einen gemeinsamen Auftritt mit der damaligen CDU-Vorsitzenden Angela Merkel.[16]
- Im Jahre 2009 prallten Nahost-Experte und Journalist Peter Scholl-Latour sowie die israelische Public-Relation-Managerin Melody Sucharewicz in einer heftig geführten Diskussion aufeinander. Streitpunkt war der israelische Gaza-Krieg, der kurz zuvor entflammt war. Scholl-Latour fühlte sich, so wörtlich, „in eine Falle gelockt“ und zu Unrecht in eine antiisraelische Ecke gedrängt, die er so nicht vertreten würde. Er hatte zuvor Israels Palästinapolitik kritisiert; Sucharewicz widersprach energisch. Die Moderatoren di Lorenzo und Fried wurden später für ihre Passivität und ihr Verhalten gegenüber Scholl-Latour öffentlich scharf kritisiert.[17]
- Bei 3nach9 waren und sind immer auch hochkarätige Politikerinnen und Politiker zu Gast. Willy Brandt, Helmut Kohl, Gerhard Schröder und Angela Merkel kommen vor oder nach ihrer Amtszeit im Kanzleramt in das Studio an der Weser. 2024 nimmt erstmals ein amtierender Bundeskanzler die Einladung an. Olaf Scholz gratuliert am 8. März mit seinem Besuch auch zur 600. Ausgabe von 3nach9.[18]